# 門羅縣 (西維吉尼亞州)
門羅縣（英語：Monroe County）是位於美国西維吉尼亞州南部的一個縣，東、南鄰弗吉尼亚州，面積1,230平方公里。根據美国人口普查局2023年的估計，共有人口12,382人。縣治尤寧（Union）。該縣成立於1799年1月14日，縣名是紀念第五任美国总统詹姆斯·门罗。